# Martin-Luther-Kirche (Behringen)

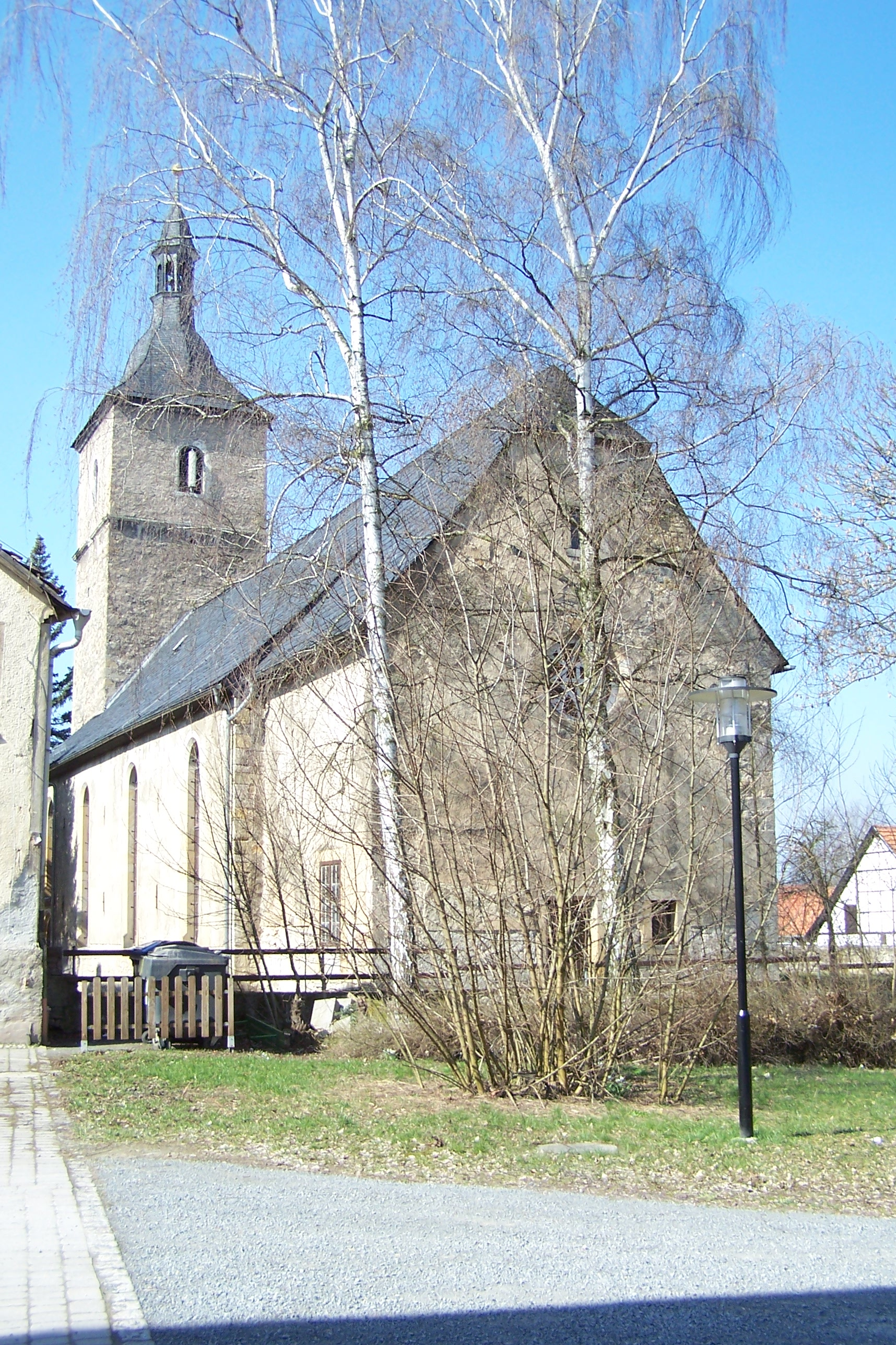
Kirche Behringen

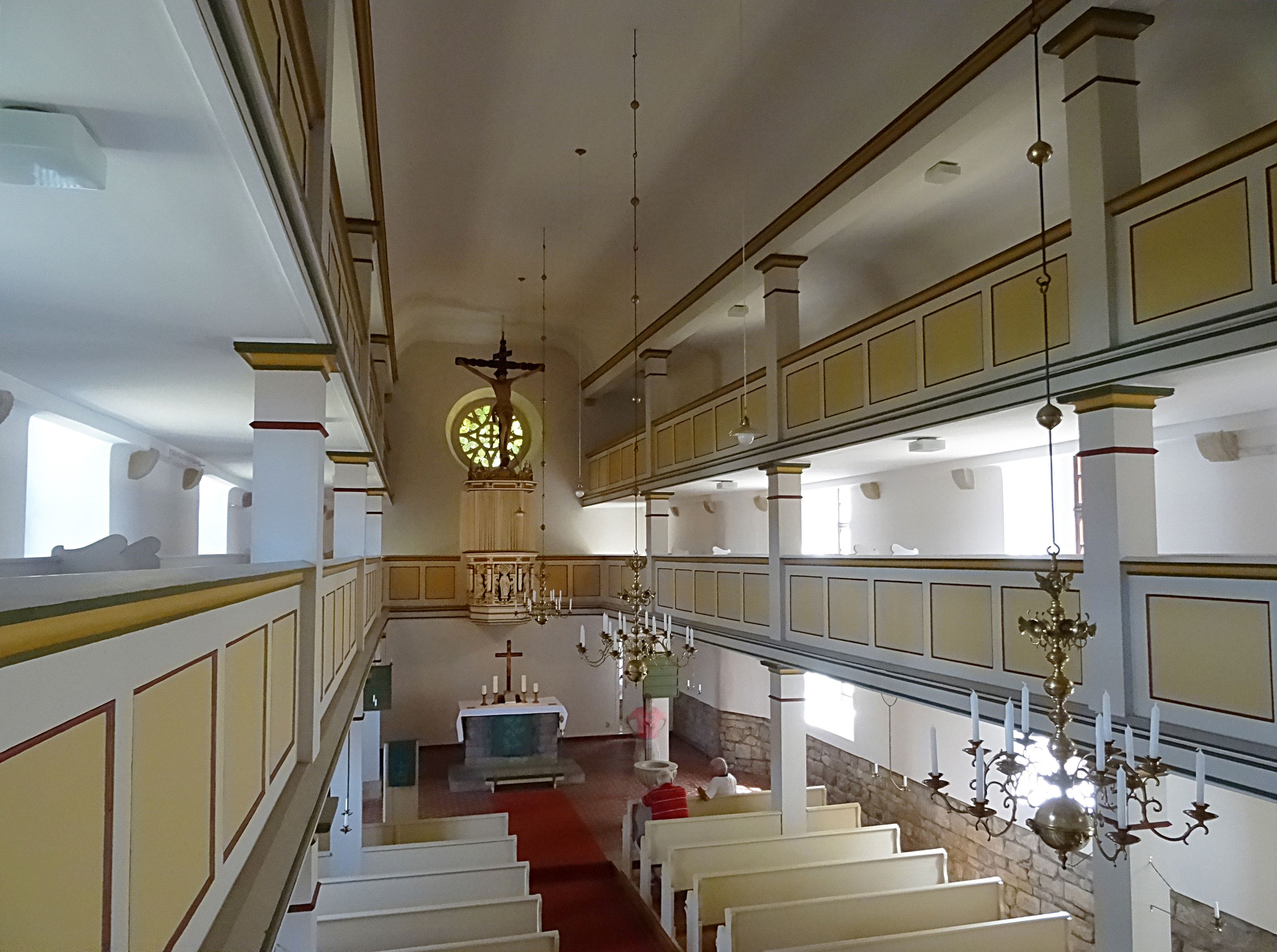
Innenansicht

Die Martin-Luther-Kirche steht in der Weißen Gasse 22 des ehemaligen Ortsteils Großenbehringen, nunmehr des Ortsteils Behringen der Gemeinde Hörselberg-Hainich im Wartburgkreis in Thüringen.

## Zugehörigkeit
Die Kirchengemeinde Behringen gehört mit der Kirchengemeinde Craula zum Pfarramt Behringen im Kirchenkreis Gotha der Evangelischen Kirche in Mitteldeutschland. Bis 2009 gehörte der gesamte Kirchenkreis zur Evangelisch-Lutherischen Kirche in Thüringen.

## Beschreibung
Die Saalkirche wurde 1846 auf den alten Grundmauern des Vorgängerbaus errichtet. Sie ist eine verputzte Feldsteinkirche mit schiefergedecktem Satteldach. Der rechteckige Chor ist eingezogen, ebenso der Kirchturm im Westen, auf dessen obersten Geschoss, in dem sich die Glockenstube verbirgt, sich ein leicht geschwungenes Zeltdach erhebt, das von einer Laterne gekrönt ist.
Das Kirchenschiff hat vier Fensterachsen und zweigeschossige Emporen. Auf der Ostempore befindet sich eine Kanzel mit Statuen und Beschlagwerk aus dem 18. Jahrhundert. Auf dem Schalldeckel steht ein Kruzifix aus dem 17. Jahrhundert. Das Taufbecken stammt aus dem 16.–17. Jahrhundert.
Die Orgel mit 25 Registern, verteilt auf 2 Manuale und Pedal hat Friedrich Christian Knauf 1847 gebaut.